# SC Heerenveen
Sportclub Heerenveen (frizijski: Sportklub It Hearrenfean) nizozemski je nogometni klub iz Heerenveena. Trenutačno se natječe u Eredivisie, najvišem rangu nizozemskog nogometa.

## Povijest
Nikada nije bio prvak. Bio je europskih dometa i ambicija, vrtio se u pravilu među prvih 5 klubova Nizozemske. Za uspon kluba zaslužan je njegov dugogodišnji predsjednik Riemer van der Velde, a nakon 23 godinje njegova mandata naslijedio ga je na tom položaju Koos Formsma.
Klub je prije svega poznat po produkciji velikog broja kasnijih istinskih nogometnih zvijezda, koje uključuju Ruuda Van Nistelrooija i Klaasa Jana Huntelaara, odnosno brazilskog napadača Afonsa Alvesa, kupljenog u Švedskoj, afirmiranog u Nizozemskoj i konačno prodanog u engleski Premiership, Middlesbrough. Za Heerenveen je nastupao i hrvatski nogometni reprezentativac Danijel Pranjić, a gdje je u svojoj prvoj sezoni bio najbolji asistent lige, da bi u sezoni 2007./08. vodio na ljestvici najbolje ocijenjenih igrača.
Legendarni igrač ovog kluba je Abe Lenstra, po kojem se zove Heerenveenov stadion. Dugogodišnji trener ovog kluba bio je poznati nizozemski nogometni trener, nagrađen nagradom Rinus Michels Foppe de Haan.

## Poznati igrači
- Abe Lenstra
- Ruud van Nistelrooy
- Klaas-Jan Huntelaar
- Afonso Alves
- Michael Bradley
- Miralem Sulejmani
- Petter Hansson
- Danijel Pranjić
- Jon Dahl Tomasson
- Marcus Allbäck
- Maceo Rigters
- Erik Edman
- Uğur Yıldırım
- Igor Kornejev
- Daniel Jensen

## Vanjske poveznice
- Službena web-stranica